# Joan Tarragó
Joan Tarragó i Balcells (El Vilosell, 17 de febrero de 1914 - Brive-la-Gaillarde, Francia, 16 de julio de 1979) fue un exiliado republicano español y superviviente del campo de exterminio nazi de Mauthausen (Austria), conocido haber ideado y organizado allí una biblioteca clandestina.
Perdió, al igual que sus compañeros republicanos, la nacionalidad española consecuencia de un acuerdo entre Hitler y Franco, firmado por el ministro y cuñado de Franco, Ramón Serrano Suñer. Por lo tanto, la administración nazi considerándolos apátridas les atribuyó el «triángulo azul» que calificaba a esta categoría de deportados.
Hijo de una familia de El Vilosell (Lérida) que se trasladó a Tarragona por motivos económicos, trabajó desde los diez años en la hostelería en Tarragona, Salou y Madrid. Ingresó en el 1932 en las Juventudes Libertarias de Madrid y meses después, al volver a Tarragona, en el Partido Comunista de Cataluña. Con la creación del partido en 1936 pasó a ser miembro del Partido Socialista Unificado de Cataluña (PSUC).
El 19 de julio de 1936, tras la sublevación militar que daría lugar a la guerra civil española, fue responsable de las Milicias Antifascistas de UGT de la localidad de Tarragona. Luchó en la guerra y fue instructor en las divisiones 31 y 55. Participó en la batalla de Belchite. Tras la caída de Cataluña en manos de las tropas franquistas, en la retirada continuó hacia Francia el 19 de febrero de 1939, desde Massanet de Cabrenys (provincia de Gerona). Ingresado en el campo de concentración de Saint-Laurent-de-Cerdans (departamento de los Pirineos Orientales), fue trasladado al campo de Septfonds (departamento de Tarn y Garona). Al inicio de la Segunda Guerra Mundial, se alistó en el ejército francés y fue capturado por los nazis en Épinal (departamento de Las Vosgos) el 19 de junio de 1940. Le enviaron al campo de concentración de Mauthausen el 23 de enero de 1941, le atribuyeron el número de matrícula "4355". Junto con otros deportados miembros del Partido Comunista de España (PCE), del Partido Socialista Unificado de Cataluña (PSUC) y de las Juventudes Socialistas Unificadas (JSU), organizaron una red de resistencia.
Uno de los papeles de Joan Tarragó fue robar comida y medicinas de la cocina de los SS que después la repartían entre los presos, de forma solidaria. A partir de 1943, Tarragó se destacó en la organización de una biblioteca clandestina, conseguida con los libros que sustraían los presos franceses e italianos. En un armario del barracón 13 llegó a reunir con la red de compañeros hasta 200 volúmenes de autores como Émile Zola, Víctor Hugo, Fiódor Dostoyevski o Máximo Gorki. Su testimonio se puede leer en el libro de Montserrat Roig, Los catalanes en los campos nazis.

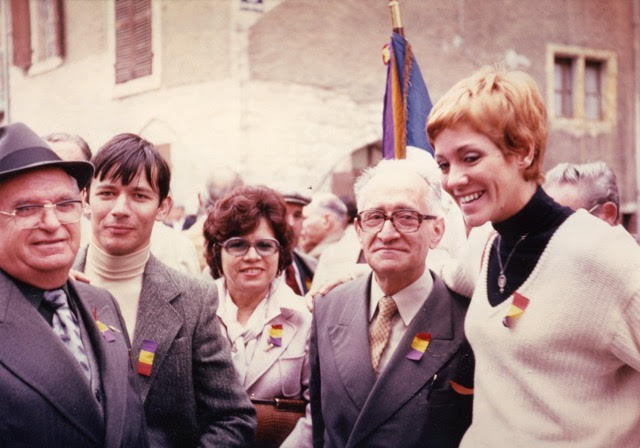
Joan Tarragó (izquierda) con Montserrat Roig (derecha)

Joan Tarragó salió en libertad cuando las tropas estadounidenses liberaron el campo el 5 de mayo de 1945. En agosto de 1946 se reunió en Andorra con su mujer, Rosa Esteve i Serra (nacida el 17 de junio de 1914 en Vilaverd, Tarragona) que seguía viviendo en Cataluña. Cruzó clandestinamente la frontera entonces cerrada el día 16 de agosto de 1946. Después de ser secretario general del PSUC en el departamento de Ariège, se instalaron en Brive-la-Gaillarde (departamento de Corrèze), donde tuvieron dos hijos: Llibert Tarragó Esteve (n. el 13 de mayo de 1947), y Joan Ramon Tarragó Esteve (n. el 9 de abril de 1951). Más tarde obtuvieron la nacionalidad francesa. Llibert Tarragó fundó en París en 2003 el grupo de investigación y búsqueda sobre la deportación republicana española llamado "Triangle bleu, Documentation et Archives diciembre Républicains Espagnols deporte de France". Ha investigado durante años el legado de su padre.

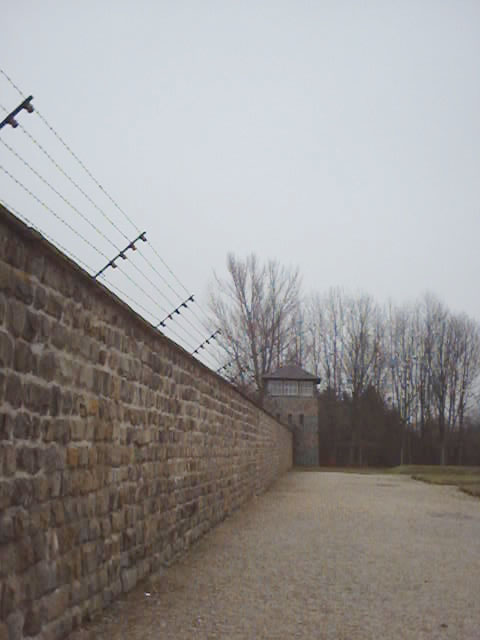
Vista interior del campo de Mauthausen

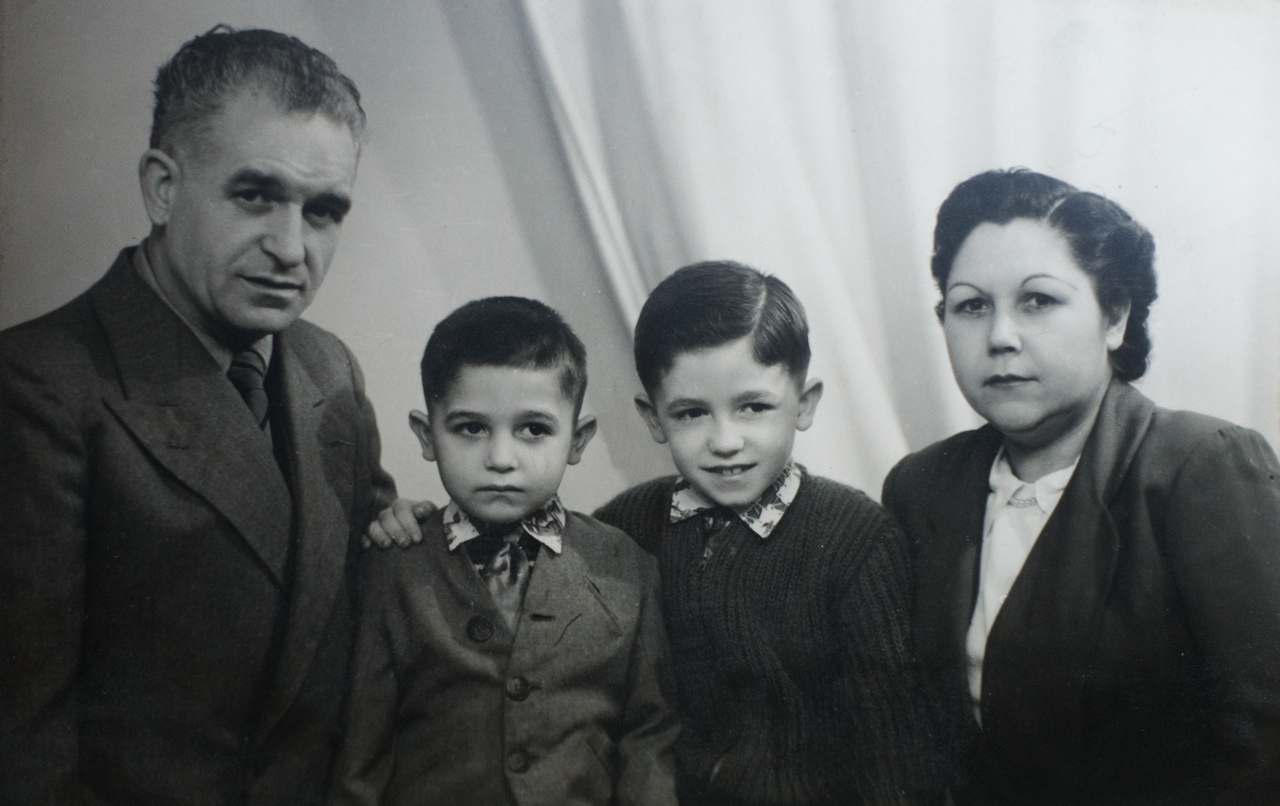
Familia Tarragó. De izquierda a derecha: Joan Tarragó, Joan Ramon Tarragó, Llibert Tarragó y Rosa Esteve

El 16 de junio del 2019, se inauguró la Biblioteca "La Clandestina" en su pueblo natal de El Vilosell, en presencia del Presidente de la Generalidad de Cataluña Quim Torra. El Ayuntamiento de El Vilosell, le concedió el título de Hijo Ilustre de El Vilosell.
En septiembre de 2019 se emitió en TVE el documental Joan Tarragó: el bibliotecario de Mauthausen, producido por Miguel De los Santos Alvarez 